# Universidad Brown
La Universidad Brown (en inglés: Brown University) es una universidad privada estadounidense localizada en Providence, en el estado de Rhode Island. Es una de las ocho universidades que conforman la Ivy League, y en este contexto es una de las universidades más prestigiosas del mundo. Es la séptima institución de educación superior más antigua en los Estados Unidos y una de las nueve establecidas antes de la Independencia en 1776.
Brown fue la primera universidad estadounidense en aceptar a alumnos de todas las afiliaciones religiosas. Su programa de ingeniería fue fundado en 1847, lo que lo convierte el más antiguo de la Ivy League.
Brown tiene una población estudiantil de alrededor de 5701 estudiantes de pregrado y unos 1894 de posgrado.
Los alumnos notables de la universidad incluyen un presidente de la Corte Suprema de los Estados Unidos, 4 secretarios de Estado de los Estados Unidos, 79 miembros del Congreso de los Estados Unidos, 12 multimillonarios, y 24 ganadores del Premio Pulitzer.

## Historia

### Primeros años
El origen de la universidad data de 1761, cuando tres residentes de Newport redactaron el borrador de una petición a la Asamblea General de la colonia de Rhode Island. Los peticionarios fueron Ezra Stiles, William Ellery, y Josiah Lyndon.  

Sus peticionarios proponen abrir una institución literaria o escuela para instruir a jóvenes caballeros en las lenguas, matemáticas, geografía e historia, y otras ramas del conocimiento. Para esto ... será necesario ... erigir un Edificio público o Edificios para el alojamiento de los jóvenes y las residencias de los Profesores.

La Asociación de Iglesias Bautistas de Filadelfia también tenía la vista puesta sobre Rhode Island, hogar de la iglesia más antigua de su denominación. A diferencia de los congregacionalistas, presbiterianas y episcopalianos, las bautistas todavía no tenían su propia universidad. En octubre de 1762, la Asociación de Iglesias Bautistas de Filadelfia decidió  apoyar el establecimiento de una universidad bautista en Rhode Island y aconsejó que James Manning sirviera como su primer presidente.

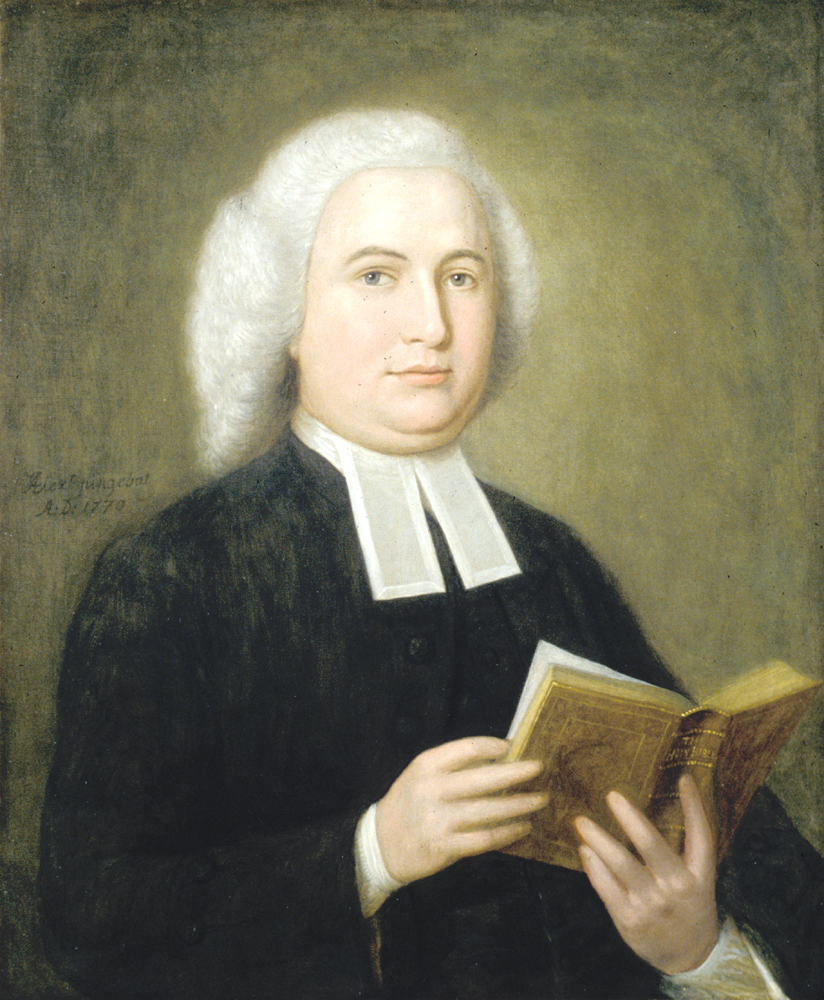
James Manning, el primer presidente de la universidad

En julio de 1763, James Manning llegó a Newport y fue presentado a Ezra Stiles, que accedió a escribir una carta. En agosto del mismo año su primer borrador fue presentado a la Asamblea General. El documento fue rechazado por miembros bautistas que les preocupaba que no estuvieran suficientemente representados. El 3 de marzo de 1764 una carta revisada fue aprobada por la Asamblea. La versión modificada estipula que la Junta de Síndicos deberá estar compuesta por 22 bautistas, cinco cuáqueros, cinco episcopalianos, y cuatro congregacionalistas. 
La carta garantizó la plena libertad de conciencia y de religión para todos los alumnos. Brown fue la primera universidad estadounidense en aceptar a alumnos de todas las afiliaciones religiosas.
James Manning prestó juramento como el primer presidente de la universidad el 4 de septiembre de 1765. En 1770, la universidad se mudó desde Warren, Rhode Island a Providence y empezó a construir su primer edificio, University Hall.

#### La familia Brown
Nicholas Brown, un traficante de esclavos, su hijo Nicholas Brown jr. (clase de 1786), John Brown, Joseph Brown, y Moses Brown fueron fundamentales en el traslado de la universidad a Providence y en el establecimiento de su dotación. Joseph Brown se convirtió en profesor de filosofía natural en la universidad; John Brown sirvió como su tesorero entre 1775 y 1796; y Nicholas Brown jr. sucedió a su tío como tesorero. El 8 de septiembre de 1803, la Corporación votó para dar los derechos del nombre a cualquier benefactor dispuesto a donar 5.000 dólares. Al año siguiente este llamamiento fue contestado por Nicholas Brown, que contribuyó la suma a la institución. Por consiguiente la universidad fue renombrada de College of the English Colony of Rhode Island a Brown University.
En 1891 Brown creó un college femenino (Pembroke College), que posteriormente fue unido al college masculino en 1971.

### Brown en elsigloXX

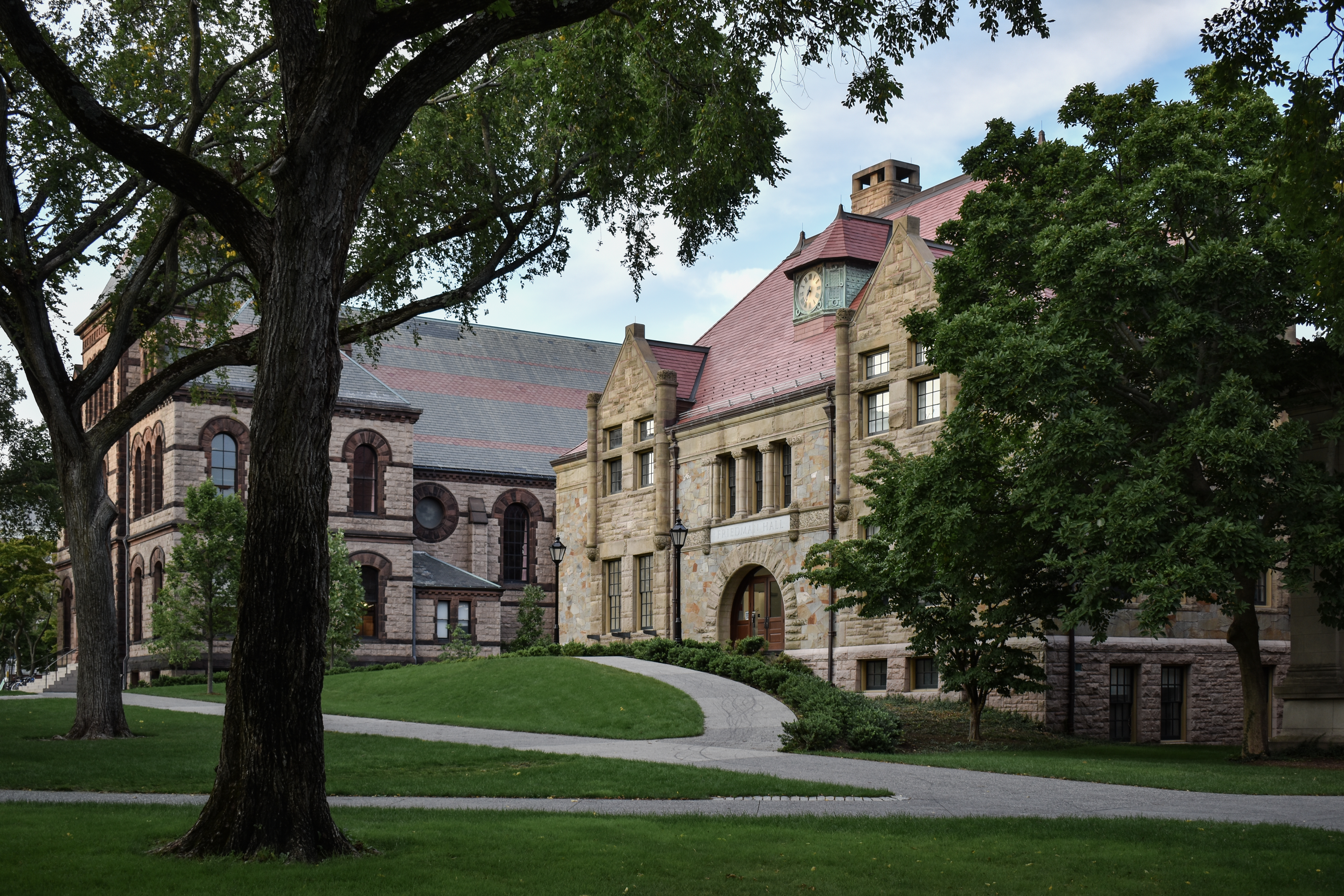
El campus central fue construido en gran parte en el y principios del siglo XX

Desde 1902, Brown ha permitido sus alumnos tomar clases de arte en la Escuela de Diseño de Rhode Island (RISD), una de las mejores instituciones artísticas de los Estados Unidos. En 2007, Brown y RISD establecieron un programa a través del cual los estudiantes son capaces de obtener títulos de los dos instituciones al mismo tiempo. Este programa se conoce como el Brown/RISD Dual Degree Program.
Tras las protestas estudiantiles ocurridas en 1969, Brown instituyó el New Curriculum (Nuevo Currículo). Bajo el currículo, un alumno ya no está obligado a tomar una distribución de cursos entre diferentes asignaturas, y el sistema de notas ha sido simplificado.

### Informe sobre esclavitud y justicia
En 2003, la entonces presidenta de la Universidad, Ruth Simmons, lanzó un comité directivo para investigar los lazos históricos entre la universidad y la esclavitud. En octubre de 2006, el comité publicó un informe con sus hallazgos titulado Esclavitud y justicia. El informe detalla cómo la universidad se benefició directa e indirectamente del comercio atlántico de esclavos y del trabajo de personas esclavizadas. 
Además de la documentación, el informe incluía siete recomendaciones sobre cómo la universidad debería enmendar lo que sucedió. Desde entonces, Brown ha completado varias de estas recomendaciones, incluyendo el establecimiento del Centro para el Estudio de la Esclavitud y la Justicia, la construcción de un monumento a la esclavitud, y el financiamiento de una dotación permanente de $10 millones para las Escuelas Públicas de Providence. Esto marcó el primer intento significativo de una universidad estadounidense para hacer frente a sus lazos históricos con la esclavitud.

### Presidentes
Desde su establecimiento en 1764, Brown ha tenido 19 presidentes. Desde 2001 a 2012, la presidenta de Brown fue Ruth J. Simmons, hasta 2012, cuando se escogió a Christina Paxson, la actual. Anteriormente había sido decana de la Facultad Woodrow Wilson de Asuntos Públicos Internacionales de la Universidad de Princeton. Otros presidentes notables incluyen Jonathan Maxcy, Francis Wayland, y Vartan Gregorian.

## Campus
Brown es el mayor terrateniente de Providence.y tiene propiedades en los barrios de College Hill y Jewelry District. 

El campus principal ocupa 58 manzanas y se compone de 235 edificios en el barrio College Hill. El campus y el vecindario circundante se caracterizan por su arquitectura histórica. Seis edificios universitarios, incluyendo el primer edificio, se enumeran en el Registro Nacional de Lugares Históricos.

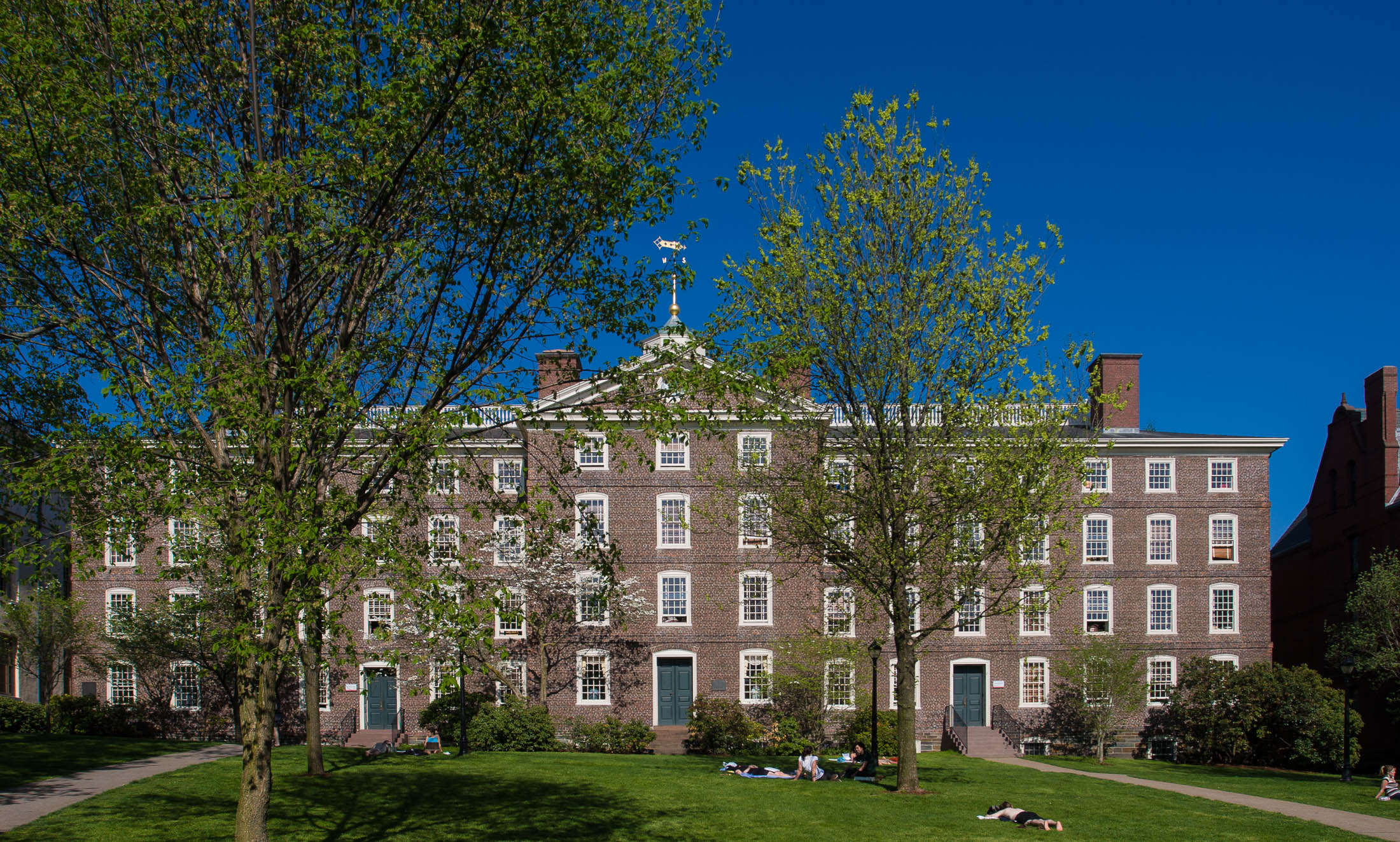
University Hall
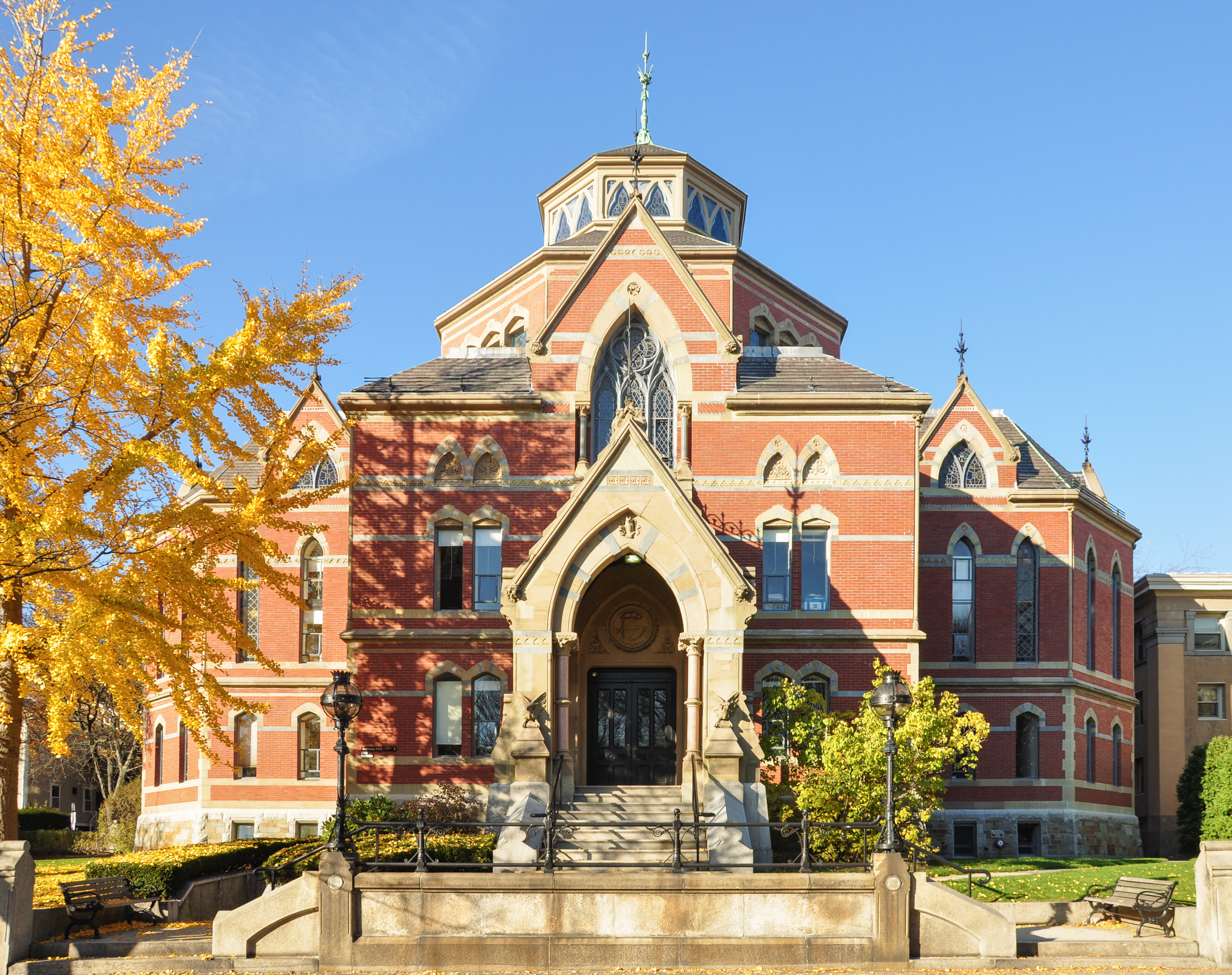
Departamento de economía
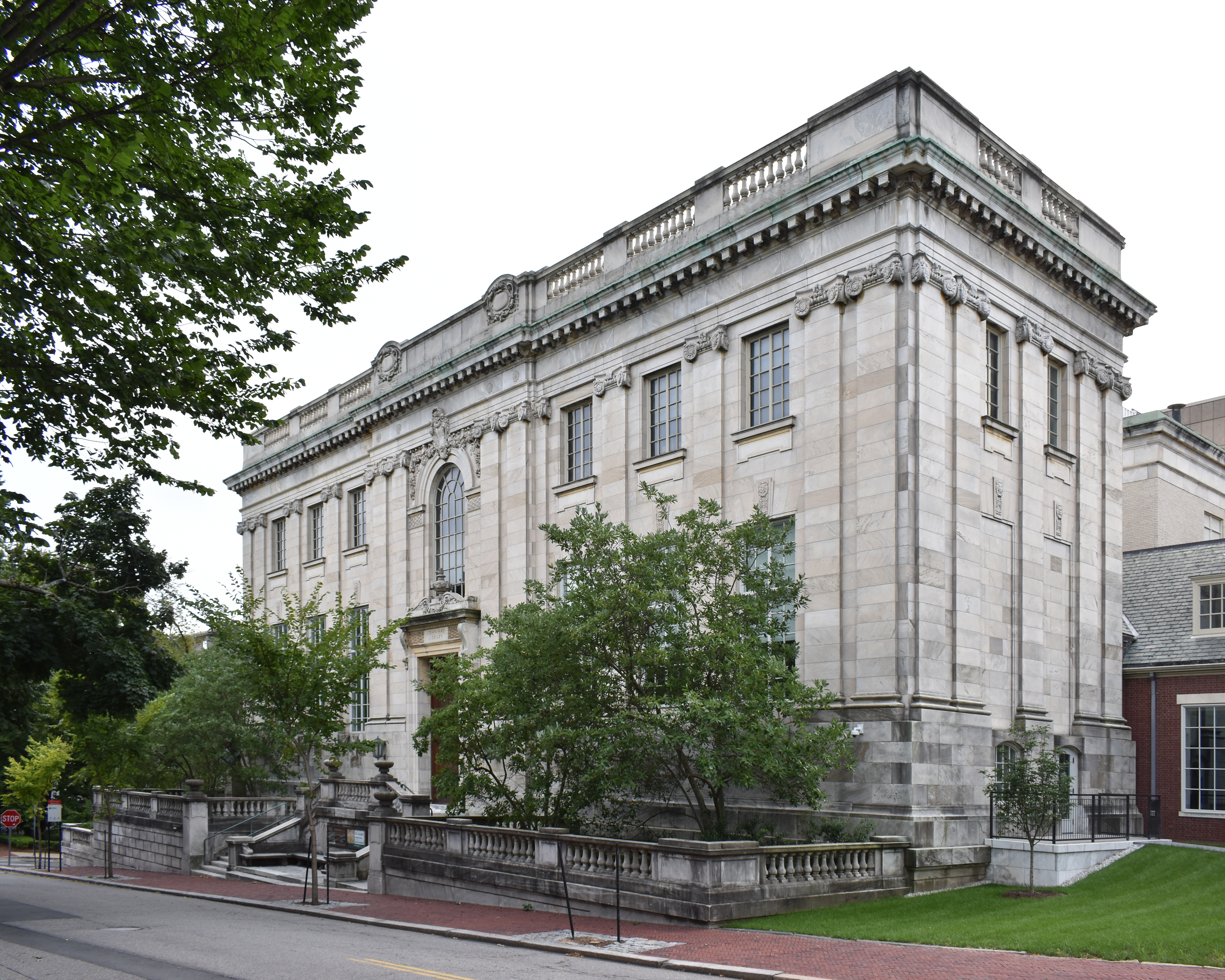
La Biblioteca John Hay
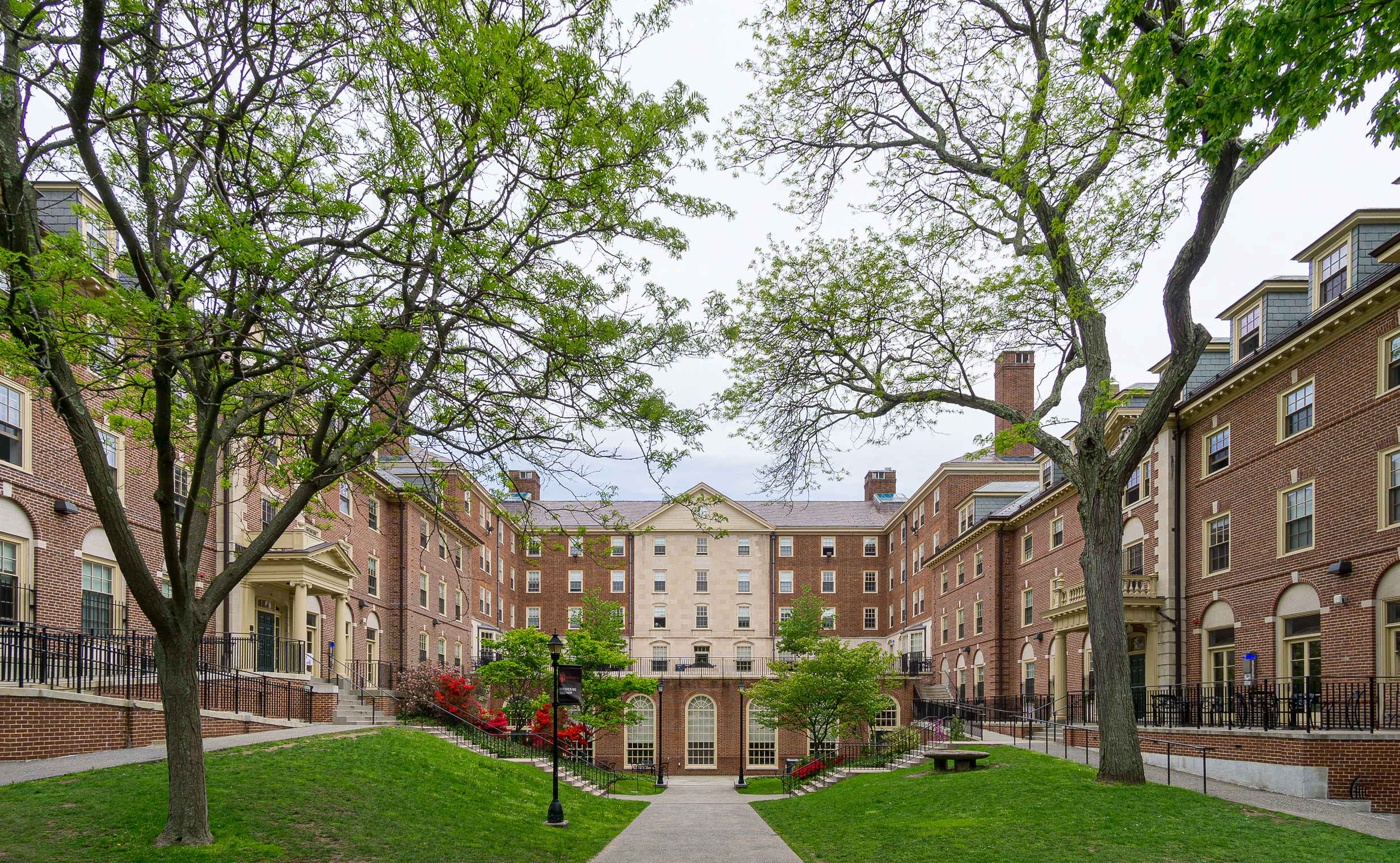
Residencias del primer año
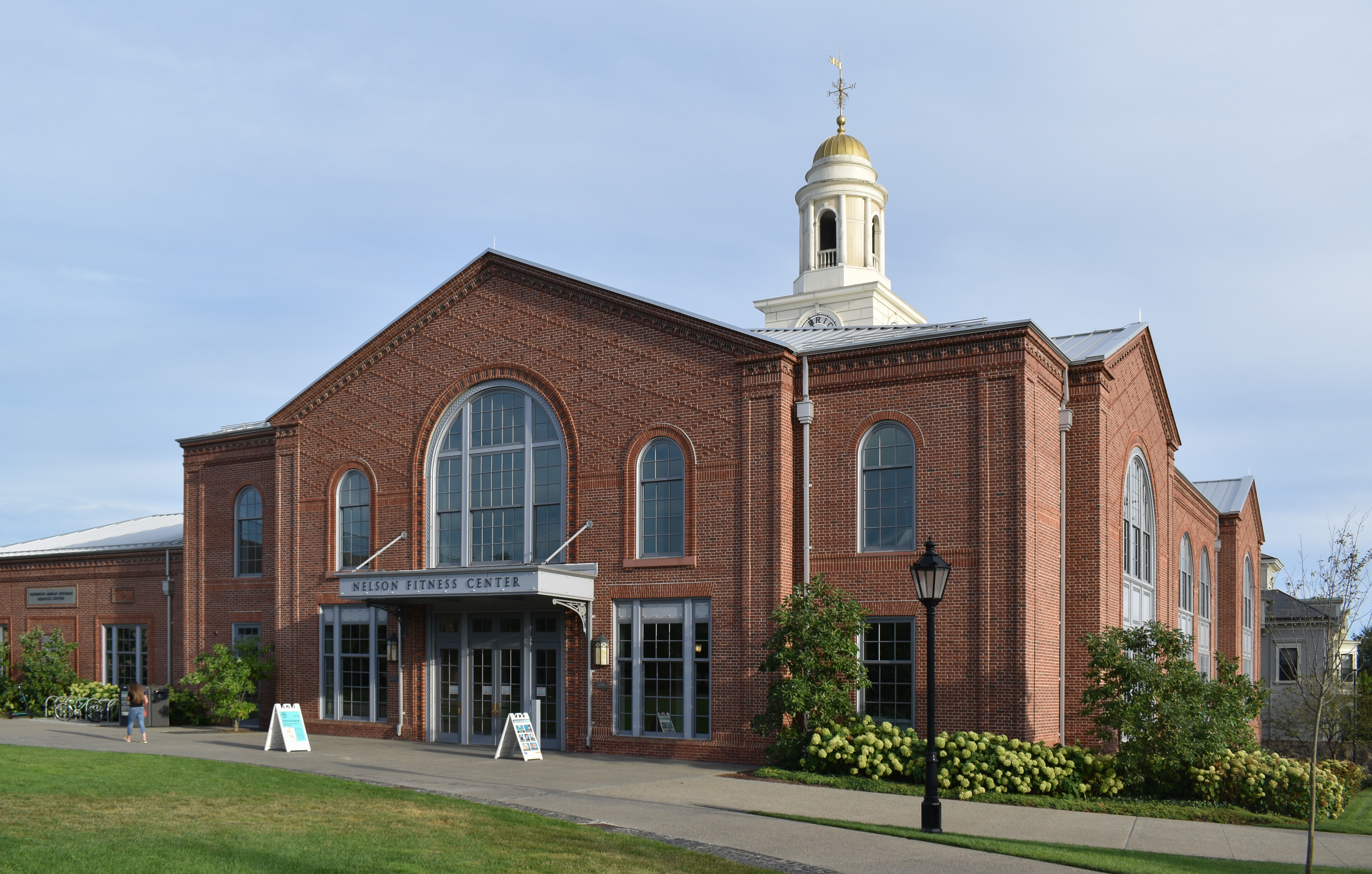
El centro deportivo Nelson

## Organización

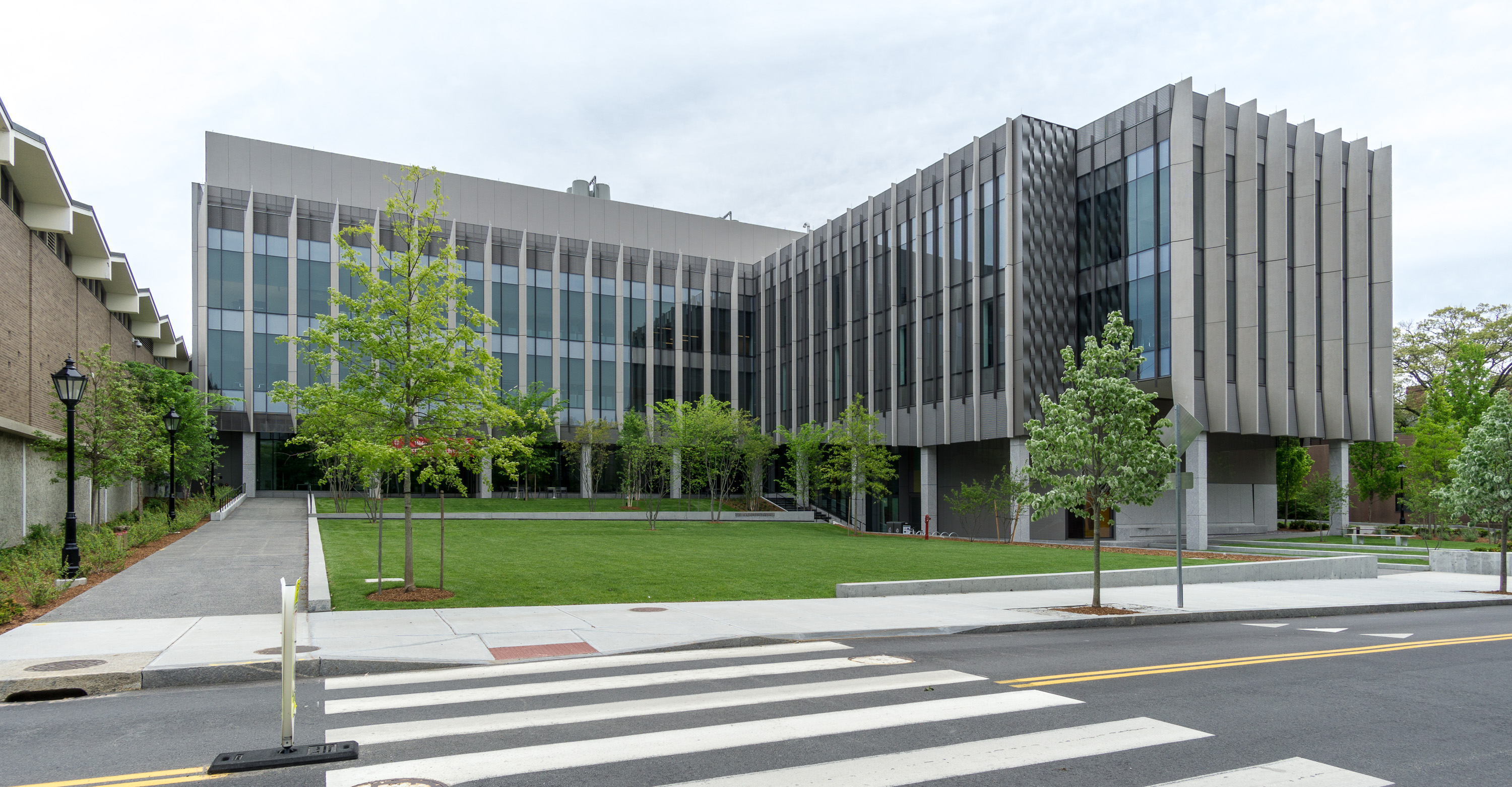
El centro de investigación de ingeniería, uno de los edificios principales de la Escuela de Ingeniería

Brown es conocida por sus programas de estudio únicos, ejemplificado por el New Curriculum (Nuevo Currículo) instituido en 1969. Bajo el New Curriculum, un alumno ya no está obligado a tomar una distribución de cursos entre diferentes asignaturas, y el sistema de notas ha sido simplificado.
Actualmente Brown cuenta con cerca de 100 carreras con titulación de grado, y más de 50 carreras a nivel posgrado. 

### Escuelas

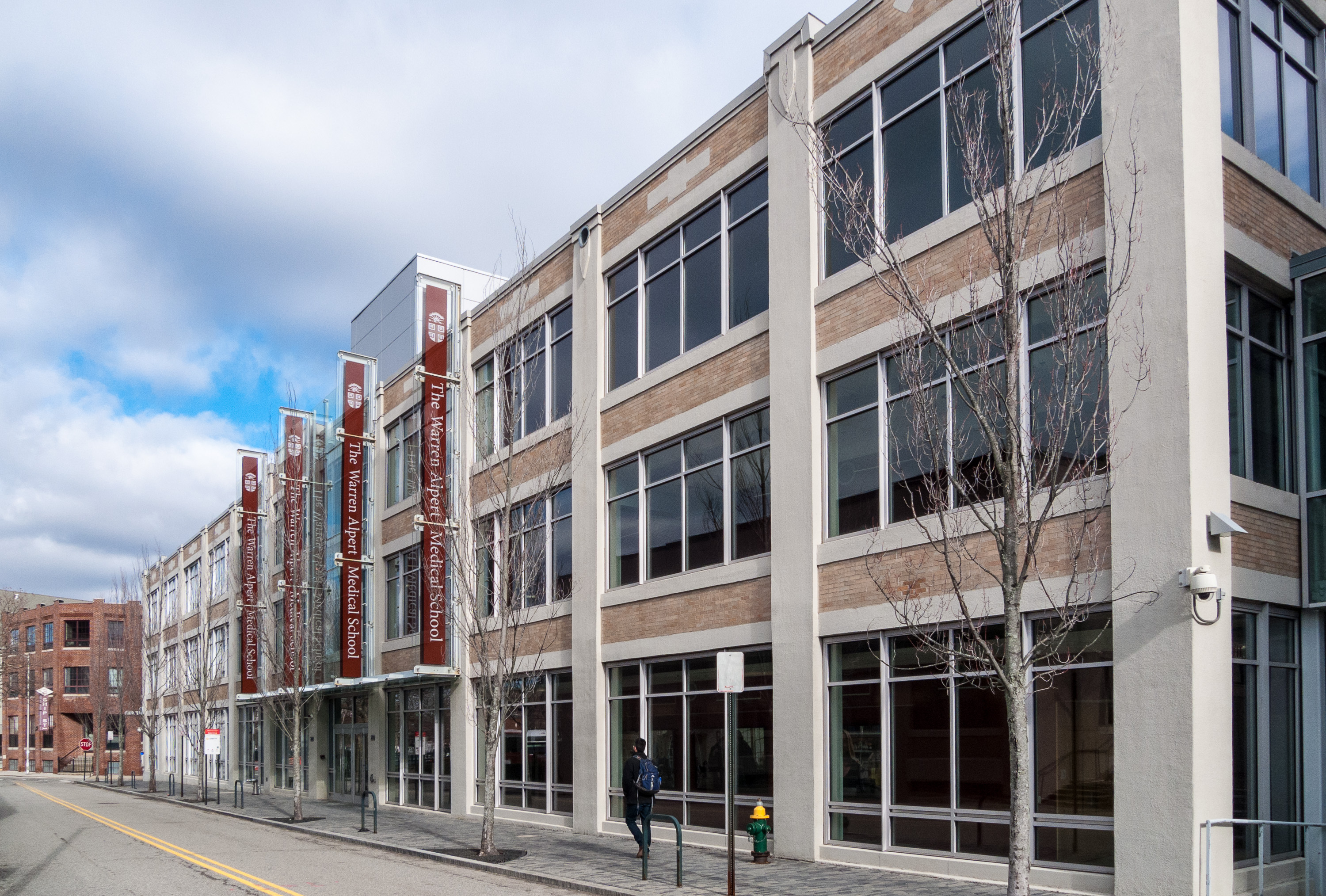
La Escuela de Medicina Alpert

Brown tiene cinco facultades:
- El College
- La Escuela de posgrado
- La Escuela de Medicina Alpert
- La Escuela de Salud Pública
- La Escuela de Ingeniería

## Admisiones y claificaciones
Brown es una de las universidades más selectivas de los Estados Unidos. Son admitidos menos del 7% de los casi 36.800 solicitantes anuales a programas de pregrado.
Para todos los solicitantes nacionales, Brown practica admisiones ciegas a las necesidades, en el que los solicitantes no serán penalizados por solicitar ayuda financiera.
En 2020, Wall Street Journal/Times Higher Education consideró a  Brown como la quinta mejor universidad de Estados Unidos y en 2019 obtuvo el puesto n.º 7 de las mejores universidades de Estados Unidos según Forbes.

## Biblioteca

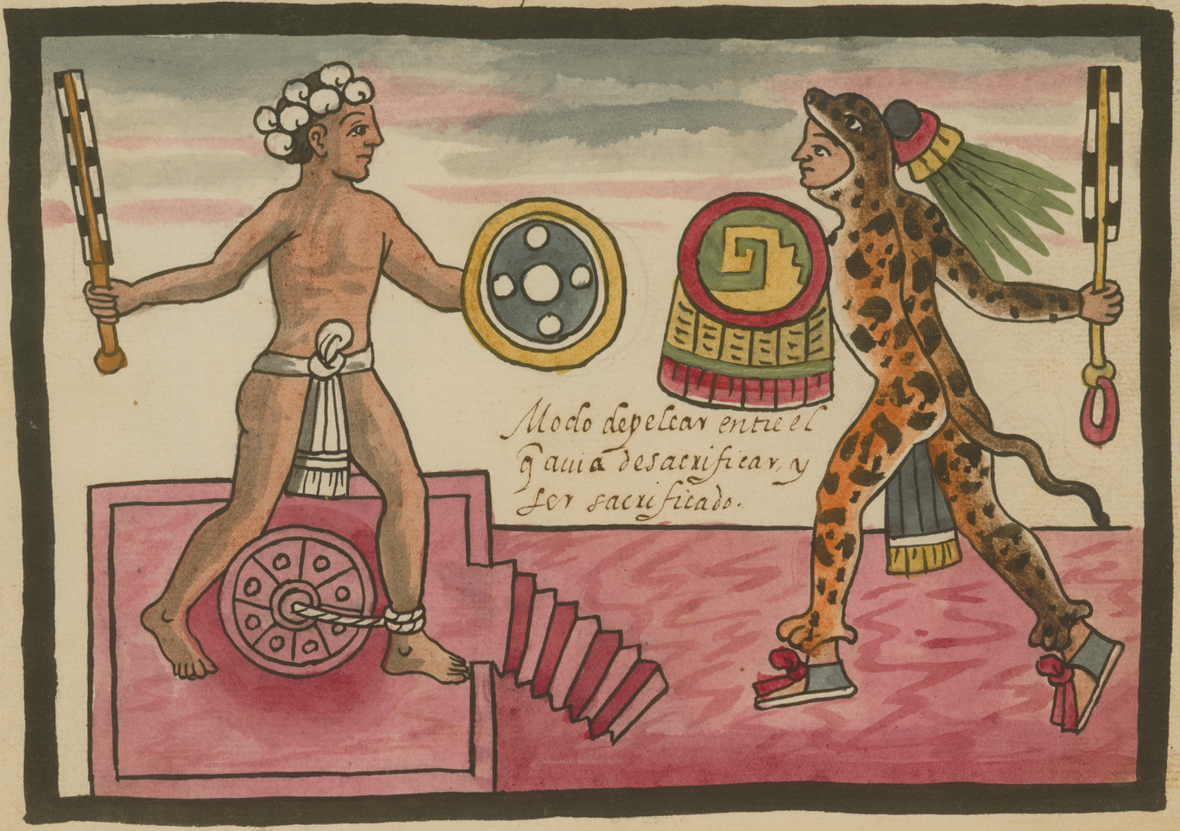
La Biblioteca John Carter Brown tiene una de los dos versiones manuscritas del Códice Ramírez

El sistema bibliotecario de la universidad alberga más de 6.8 millones de volúmenes. Las bibliotecas incluyen la John D. Rockefeller Jr. Library, la biblioteca de ciencias, la John Hay Library, la Orwig Music Library, y la Annmary Brown Memorial.

#### Biblioteca John Carter Brown
La Biblioteca John Carter Brown, una biblioteca independientemente financiada en el campus de Brown, contiene libros, manuscritos, y mapas relacionados con la historia de la exploración y colonización por parte de europeos en el Nuevo Mundo hasta 1825. Materiales destacados de la colección incluyen la mejor preservada copia entre once existentes del Libro de Salmo de la Bahía, el primer libro impreso en Norteamérica británica, un First Folio Folio de Shakespeare, hojas de la Biblia de Gutenberg, una copia de la primera biblia impresa en Norteamérica británica, uno de cuatro copias sobrevivientes de "A Dissertation on Liberty and Necessity, Pleasure and Pain" por Benjamin Franklin, uno de dos copias del Tovar Códice (ilustrado a mano) que es una importante fuente del siglo dieciséis acerca de la cultura azteca, y una copia de Vocabulario en lengua castellana y mexicana, el primer diccionario publicado en el Nuevo Mundo.

## Deportes
El equipo que representa a la universidad en partidos se llama los Brown Bears. La mascota de la universidad es un oso que se llama Bruno. 
Los Brown Bears participan en las competiciones universitarias organizadas por la NCAA, y forman parte de la Ivy League en todos los deportes excepto en hockey sobre hielo masculino y femenino, donde forma parte de la ECAC Hockey. Los Bears tienen 36 equipos oficiales, 16 masculinos y 20 femeninos.

## Antiguos alumnos y profesores destacados

### Alumnado
Alumnos en la política incluye: Janet Yellen (clase de 1967), secretaria del Tesoro de los Estados Unidos, Andrew Yang (clase de 1996), Bobby Jindal (clase de 1992), John Milton Hay (clase de 1858), Charles Evans Hughes (clase de 1881), Jerónimo Urmeneta (clase de 1834), José Tomás Urmeneta (clase de 1827), y Julio Velarde (clase de 1977).
Alumnos en negocios incluye: Ted Turner, John D. Rockefeller Jr. (clase de 1897), John Sculley (clase de 1961), Barry Sternlicht (clase de 1982), Orlando Bravo (clase de 1970), y Andrés Santo Domingo (clase de 2000). Empresas fundadas por alumnos de Brown incluye The Wall Street Journal, CNN, McKinsey & Company, Grey Goose, W Hotels, Cartas contra la humanidad, Searchlight Pictures, y Netgear.
Escritores y periodistas graduados en Brown incluye: Nicanor Parra (clase de 1943), Nilo Cruz (clase de 1994, el primer autor latino en ganar el Premio Pulitzer en la categoría drama), Chris Hayes (clase de 2001), Jeffrey Eugenides (clase de 1983), Lois Lowry (clase de 1958), John F. Kennedy Jr. (clase de 1983), Edwidge Danticat (clase de 1993), Quiara Alegría Hudes (clase de 2004), 
Alumnos en la industria del entretenimiento incluye: Emma Watson (clase de 2014) John Krasinski (clase de 2002), Todd Haynes (clase de 1985), Laura Linney (clase de 1986), Jessica Capshaw (clase de 1998), Tracee Ellis Ross (clase de 1994), y Julie Bowen (clase de 1991). Músicos graduados en Brown incluyen Daveed Diggs (clase de 2004), Lisa Loeb (1990), y Wendy Carlos (clase de 1662).
Atletas que se han graduado en Brown incluye: Joe Paterno (clase de 1950), Fritz Pollard (clase de 1919), y John Heisman (clase de 1891).
Otras alumnos: Jim Yong Kim (clase de 1982), presidente del Banco Mundial y Craig Mello (1982), coganador del Premio Nobel de Fisiología o Medicina y Devin Finzer; fundador de OpenSea.

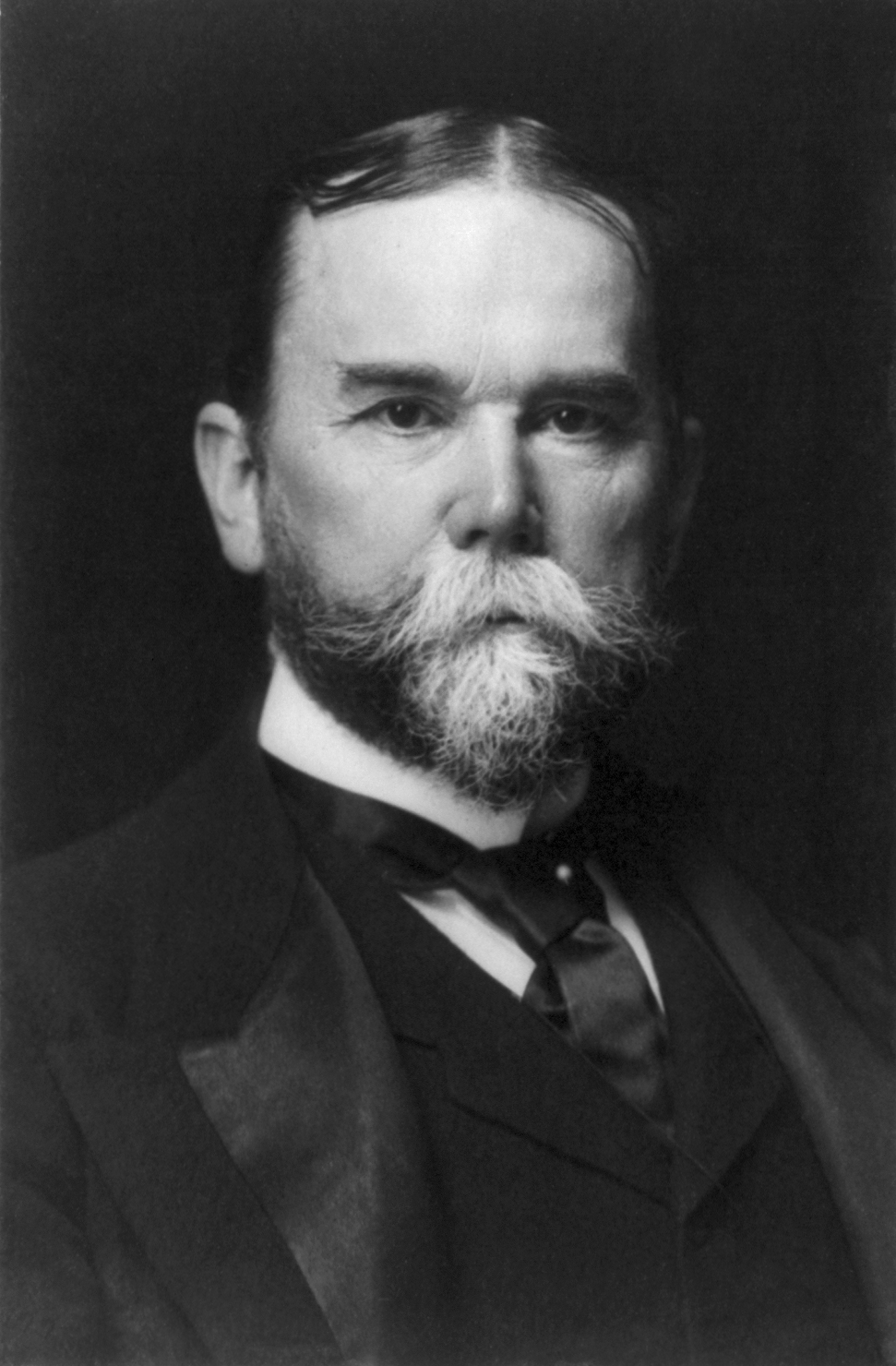
John Milton Hay
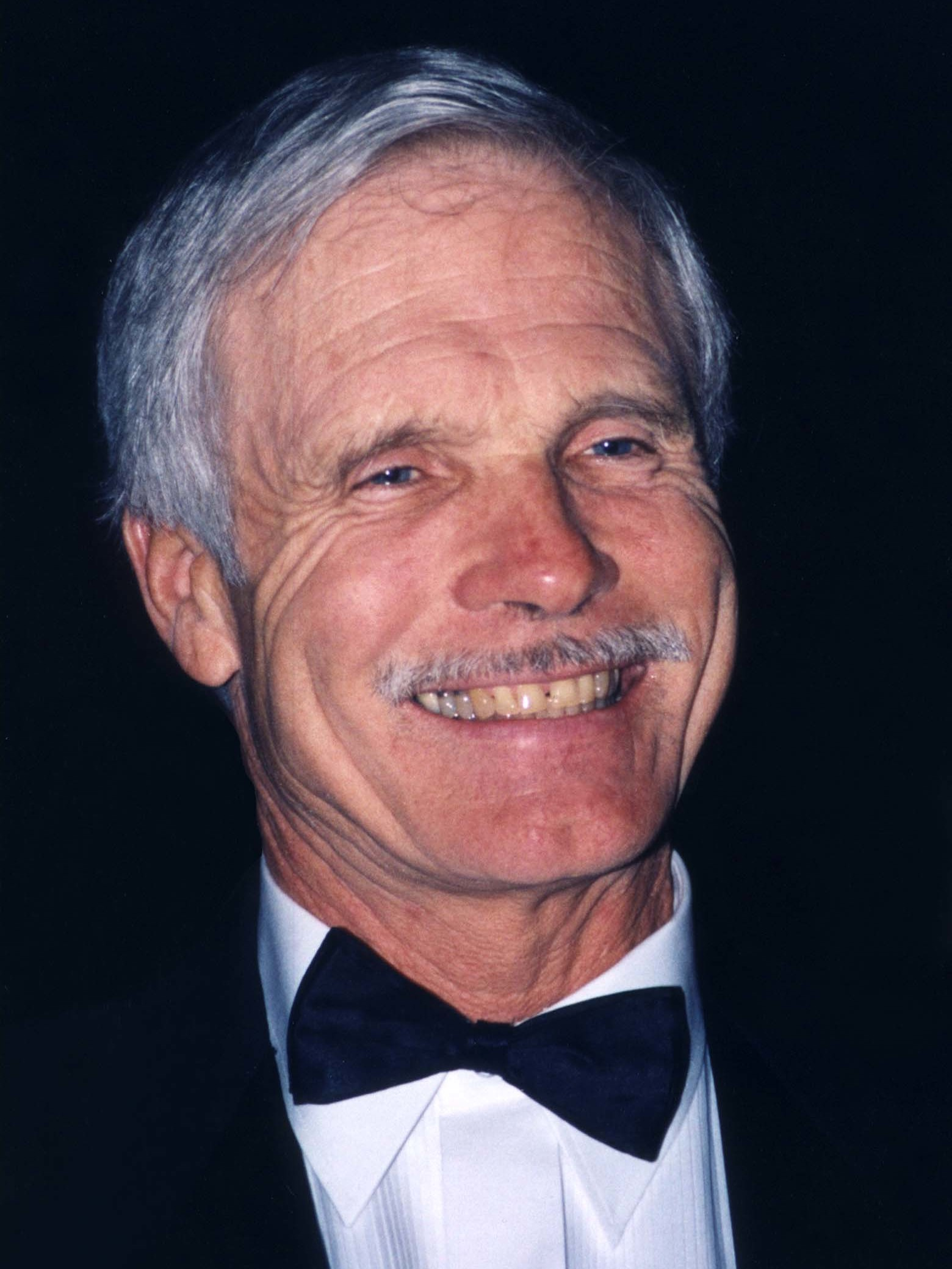
Ted Turner
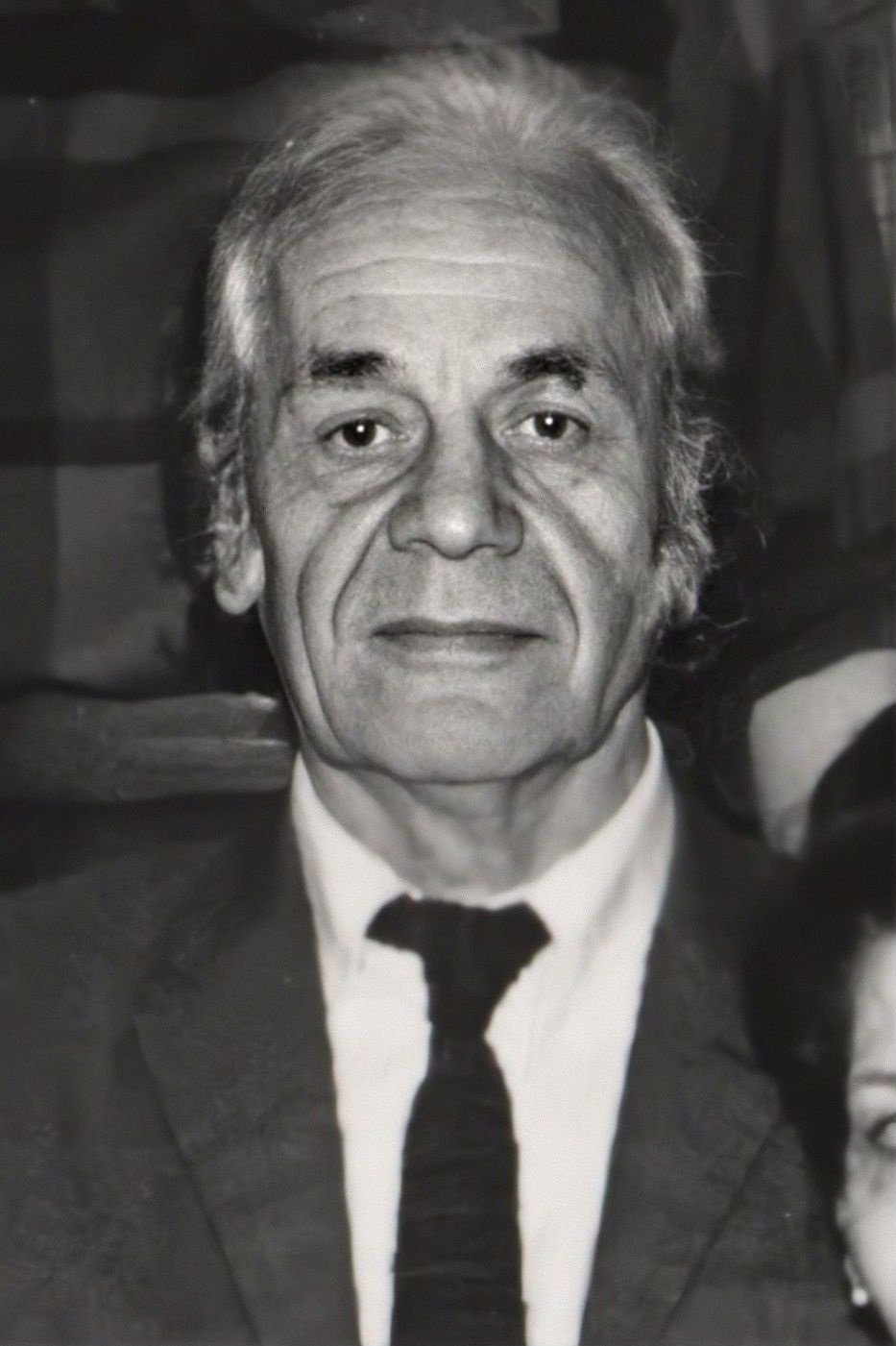
Nicanor Parra
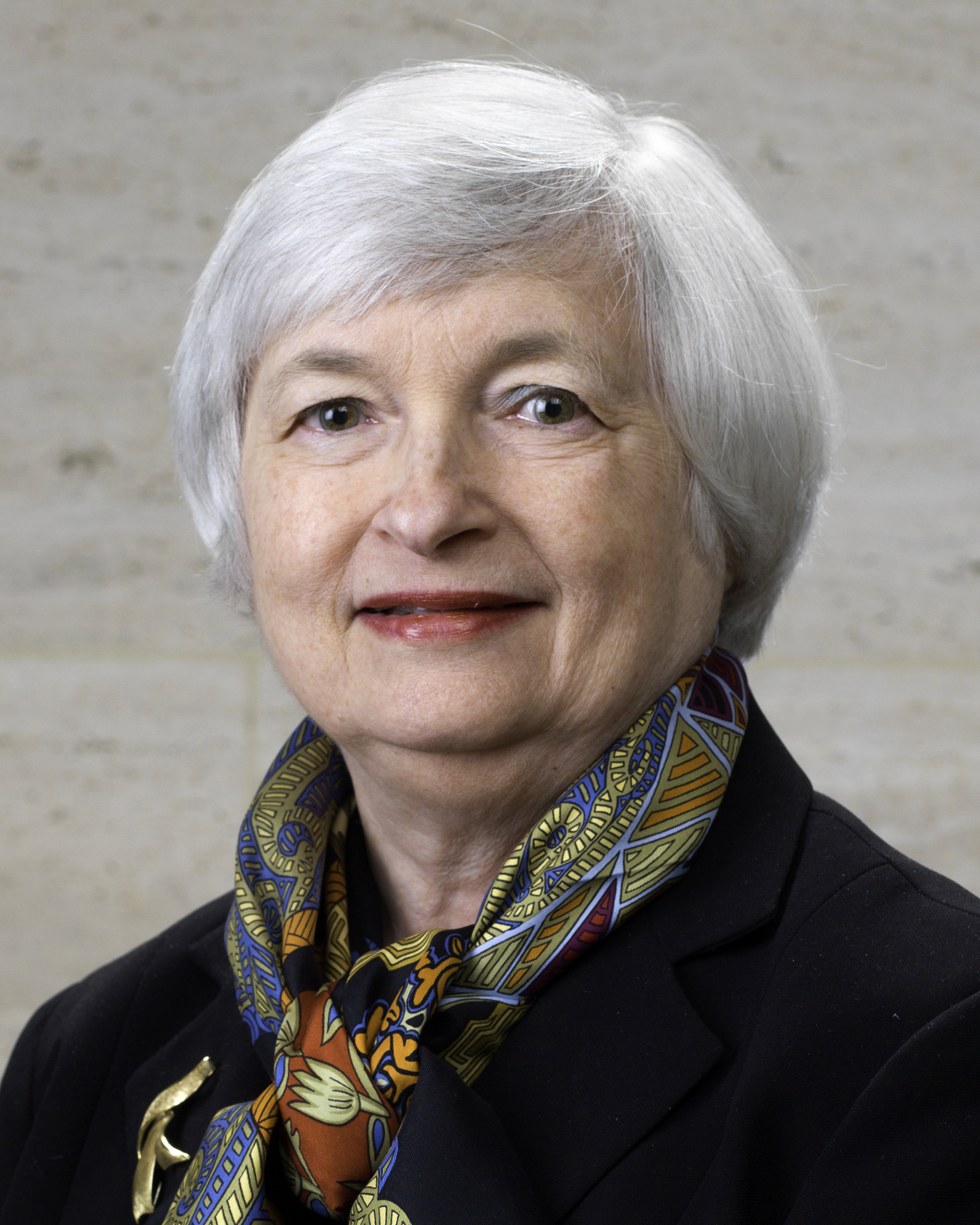
Janet Yellen
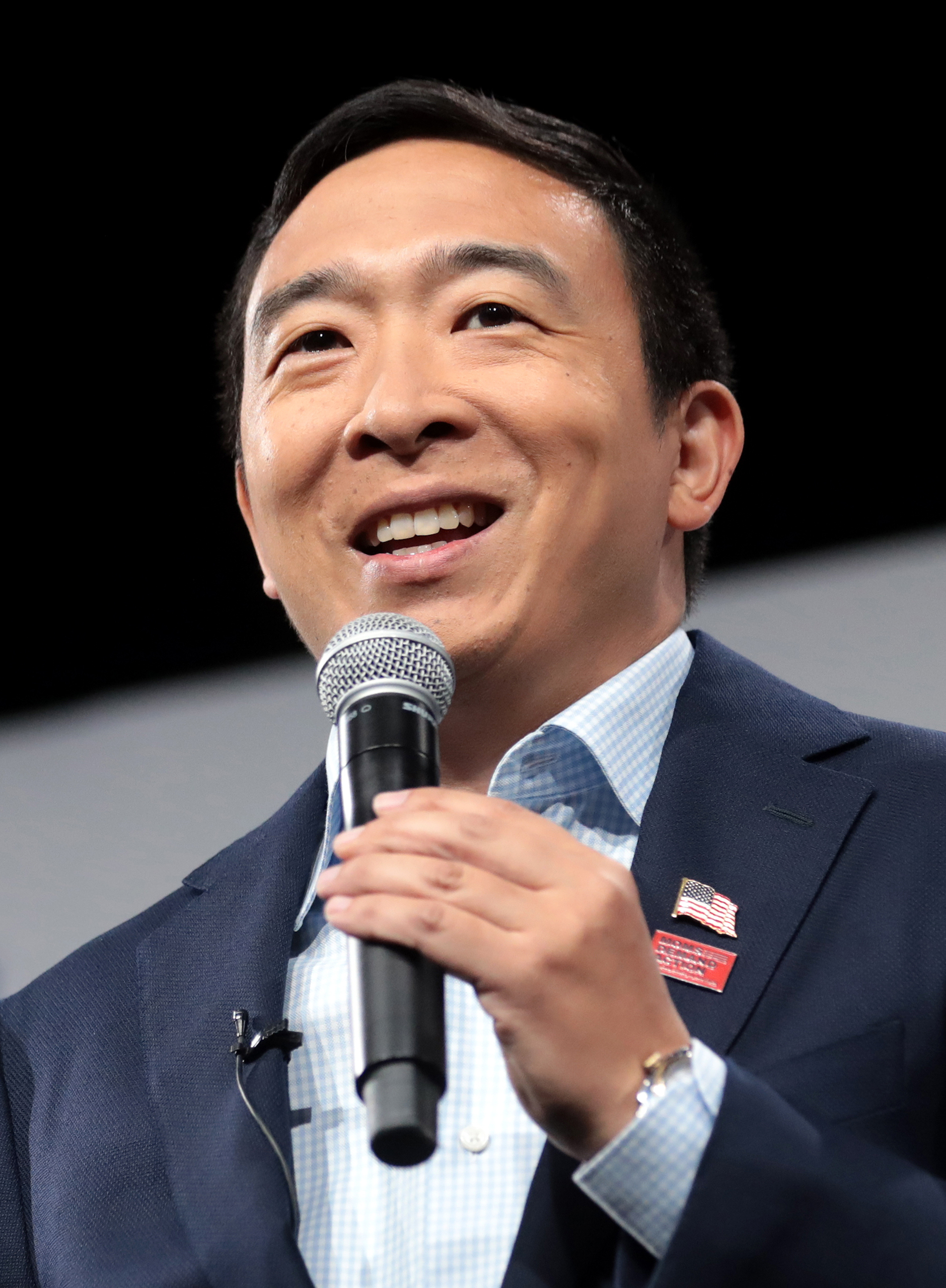
Andrew Yang
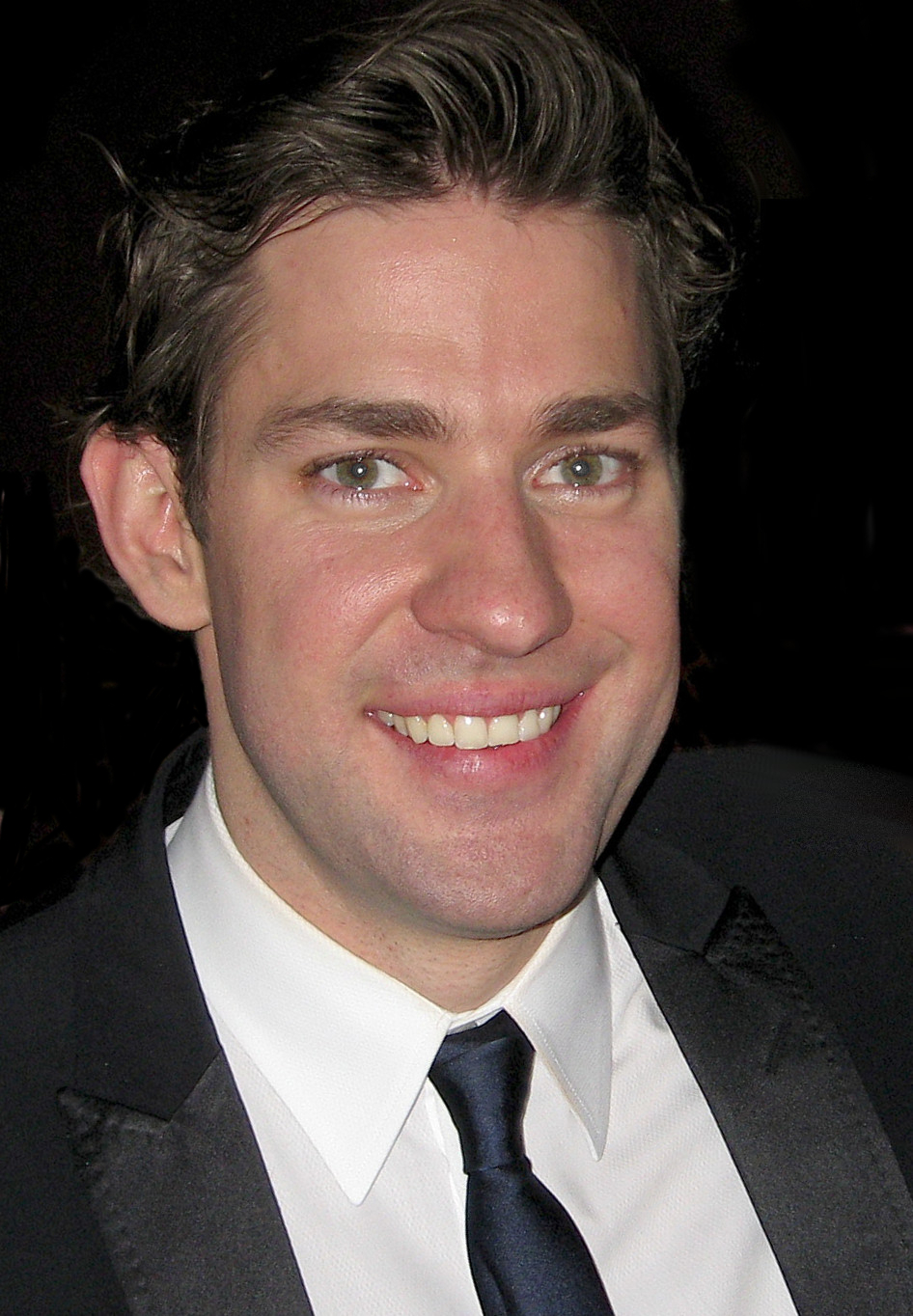
John Krasinski
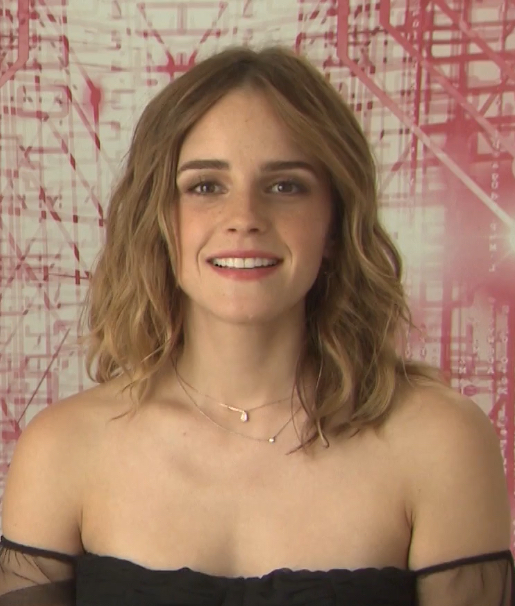
Emma Watson
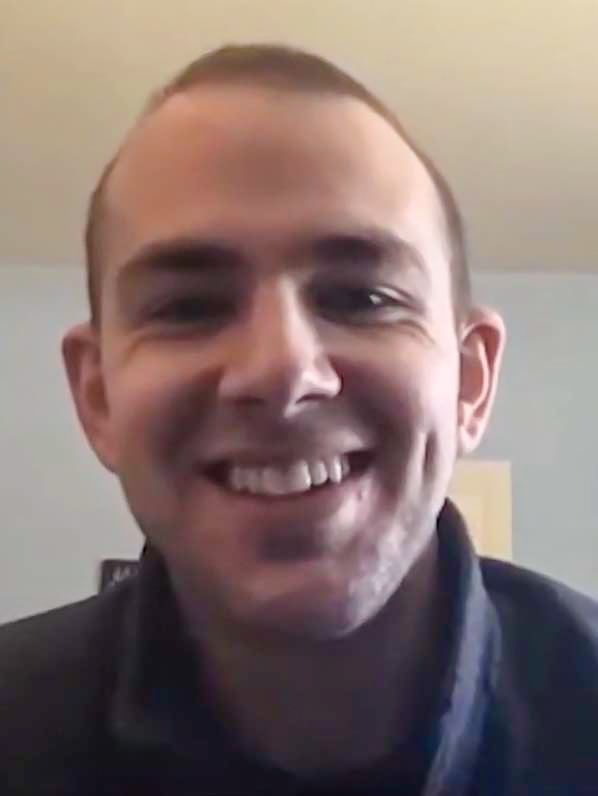
Devin Finzer

### Profesorado
- Chinua Achebe[
- Ama Ata Aidoo
- Bernard Chazelle
- Leon Cooper, Premio Nobel en Física
- Carlos Fuentes
- Edwin Honig
- Fernando Henrique Cardoso, expresidente de Brasil
- A. David Kossoff
- Juan López-Morillas
- Joan Massagué Solé
- Lars Onsager
- Alan S. Trueblood
- Michael Newdow
- Otto Neugebauer
- Philip N. Klein
- Ricardo Lagos, expresidente de Chile
- Serguei Jruschov, hijo de Nikita Jrushchov